# 中山香駅
中山香駅（なかやまがえき）は、大分県杵築市山香町大字野原字宮ノ原にある、九州旅客鉄道（JR九州）日豊本線の駅である。事務管コードは▲920517。

## 歴史
- 1910年（明治43年）12月15日：豊州線宇佐駅 - 当駅間開通に伴い、開業[2]。
- 1911年（明治44年）3月22日：豊州線当駅 - 日出駅間開通[2]。
- 1961年（昭和36年）10月1日：貨物取扱廃止[5]。
- 1977年（昭和52年）10月19日：日豊本線当駅 - 大川司信号場間複線化が完成[6]。
- 1978年（昭和53年）9月21日：日豊本線の大川司信号場 - 杵築駅間が複線化し、当駅 - 杵築駅間の複線化が完成[6]。
- 1984年（昭和59年）2月1日：荷物扱い廃止[5]。
- 1987年（昭和62年）4月1日：国鉄分割民営化により、九州旅客鉄道（JR九州）の駅となる[7]。
- 2006年（平成18年）12月：初代駅舎解体[8]。
- 2007年（平成19年）9月1日：2代目駅舎落成式[8]。
- 2012年（平成24年）12月1日：ICカード「SUGOCA」の利用が可能となる[9]。

## 駅構造
単式ホーム1面1線と島式ホーム1面2線、合計2面3線のホームを持つ地上駅。互いのホームは跨線橋で連絡している。上り線側に駅舎がある。木造の駅舎は2006年（平成18年）12月に解体され、新たに鉄骨平屋建て（床面積74m2、総工費3700万円）の新駅舎を建設し、翌2007年（平成19年）9月1日に利用を開始している。これにあわせバリアフリー対策として入口へのスロープ設置やホーム改修、及び駅舎内に簡易多目的トイレを設置した。
かつてはJR九州鉄道営業（現在・JR九州サービスサポート）が駅業務を受託する業務委託駅であったが無人化され、現在は杵築市の簡易委託で平日のみ営業のきっぷうりばが設置されている。
ICカードSUGOCAは出入場とチャージのみ対応。

### のりば
| のりば | 路線      | 方向 | 行先           | 備考          |
| ------ | --------- | ---- | -------------- | ------------- |
| 1      | ■日豊本線 | 上り | 中津・小倉方面 | 一部2番のりば |
| 2・3   | ■日豊本線 | 下り | 別府・大分方面 |               |

付記事項
- 2番のりばは特急の通過待ちと当駅始発の大分方面が使用する。
- 大分方面から折り返しの列車が7本設定されている。大分発23時40分の上り最終の普通列車が当駅止まりで到着時刻が0時半前である。

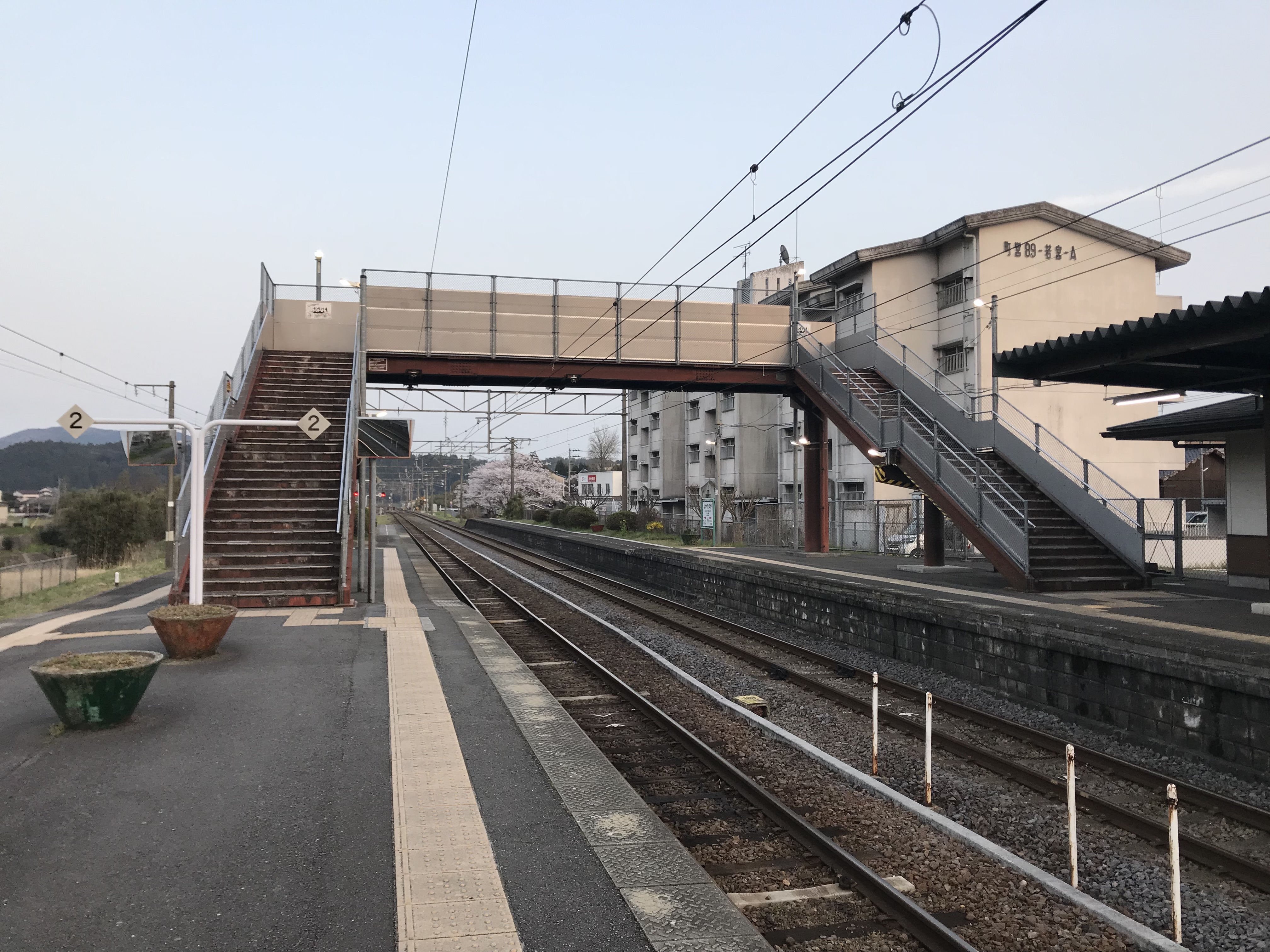
ホーム（2018年3月）
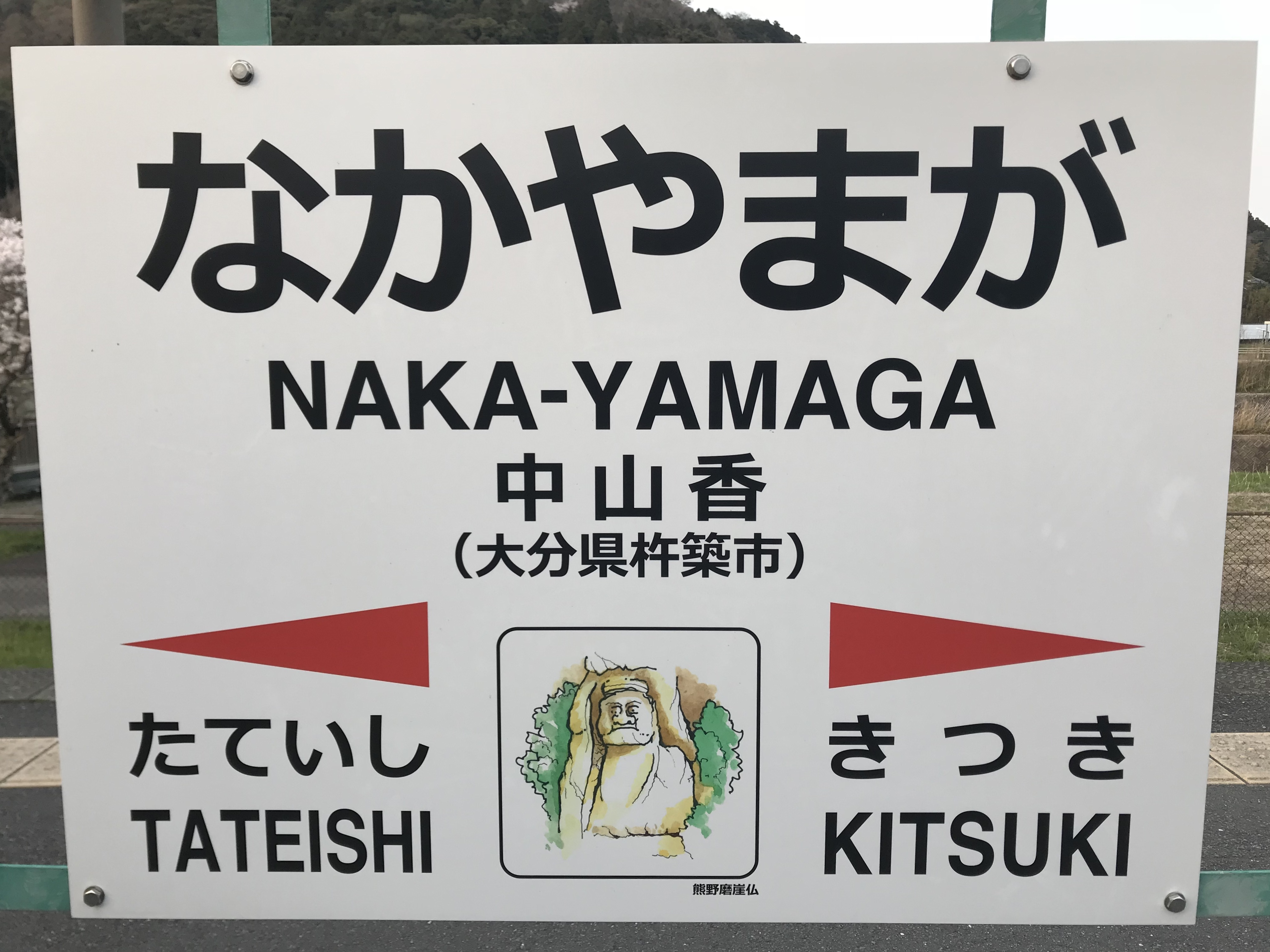
駅名標。描かれているイラストは豊後高田市の「熊野磨崖仏」

## 利用状況
1965年（昭和40年）度には乗車人員が364,117人（定期外:55,642人、定期:308,475人）、降車人員が365,466人で、手荷物（発送:514個、到着:308個）や小荷物（発送:1,553個、到着:3,705個）も取り扱っていた。
2015年（平成27年）度の乗車人員は84,331人（定期外:21,316人、定期:63,015人）、降車人員は85,466人である。
※1日平均乗車人員の数値は各年度版「大分県統計年鑑」による年間乗車人員の値を各年度の日数で割った値。
| 年度               | 年間 乗車人員 | 定期外 乗車人員 | 定期 乗車人員 | 一日平均 乗車人員* | 年間 降車人員 | 出典              |
| ------------------ | ------------- | --------------- | ------------- | ------------------ | ------------- | ----------------- |
| 1965年（昭和40年） | 364,117       | 55,642          | 308,475       | -                  | 365,466       | [ 12 ]            |
| -                  | -             | -               | -             | -                  | -             | -                 |
| 1990年（平成2年）  | 193,438       | 47,827          | 145,611       | -                  | 197,670       | [ 14 ]            |
| 1991年（平成3年）  | 202,631       | 54,182          | 148,449       | -                  | 209,828       | [ 15 ]            |
| 1992年（平成4年）  | 205,889       | 54,161          | 151,728       | -                  | 205,921       | [ 16 ]            |
| 1993年（平成5年）  | 196,471       | 49,372          | 147,099       | -                  | 199,267       | [ 17 ]            |
| 1994年（平成6年）  | 189,577       | 49,181          | 140,396       | -                  | 190,152       | [ 18 ]            |
| 1995年（平成7年）  | 183,460       | 46,401          | 137,059       | -                  | 186,859       | [ 19 ]            |
| 1996年（平成8年）  | 175,828       | 46,514          | 129,314       | -                  | 179,942       | [ 20 ]            |
| 1997年（平成9年）  | 162,600       | 43,744          | 118,856       | -                  | 165,790       | [ 21 ]            |
| 1998年（平成10年） | 158,057       | 43,456          | 114,601       | -                  | 159,947       | [ 22 ]            |
| 1999年（平成11年） | 161,381       | 41,277          | 120,104       | -                  | 162,713       | [ 23 ]            |
| 2000年（平成12年） | 157,223       | 39,807          | 117,416       | 431                | 159,288       | [ 24 ]            |
| 2001年（平成13年） | 156,790       | 37,382          | 119,408       | 430                | 159,128       | [ 25 ]            |
| 2002年（平成14年） | 151,998       | 35,233          | 116,765       | 416                | 154,977       | [ 26 ]            |
| 2003年（平成15年） | 155,142       | 35,109          | 120,033       | 425                | 155,366       | [ 27 ]            |
| 2004年（平成16年） | 148,504       | 33,239          | 115,265       | 407                | 149,137       | [ 28 ]            |
| 2005年（平成17年） | 140,804       | 31,990          | 108,814       | 386                | 140,800       | [ 29 ]            |
| 2006年（平成18年） | 133,915       | 27,858          | 106,057       | 367                | 135,123       | [ 30 ]            |
| 2007年（平成19年） | 127,686       | 27,539          | 100,147       | 349                | 128,306       | [ 31 ]            |
| 2008年（平成20年） | 126,326       | 28,239          | 98,087        | 346                | 129,982       | [ 32 ]            |
| 2009年（平成21年） | 116,324       | 26,642          | 89,682        | 319                | 116,287       | [ 33 ] [ 注釈 1 ] |
| 2010年（平成22年） | 112,616       | 26,726          | 85,890        | 309                | 112,815       | [ 35 ] [ 注釈 1 ] |
| 2011年（平成23年） | 107,365       | 25,913          | 81,452        | 293                | 108,761       | [ 36 ] [ 注釈 1 ] |
| 2012年（平成24年） | 105,557       | 24,531          | 81,026        | 289                | 107,015       | [ 37 ] [ 注釈 1 ] |
| 2013年（平成25年） | 98,638        | 22,229          | 76,409        | 270                | 101,048       | [ 38 ] [ 注釈 1 ] |
| 2014年（平成26年） | 86,335        | 21,171          | 65,164        | 237                | 87,713        | [ 39 ] [ 注釈 1 ] |
| 2015年（平成27年） | 84,331        | 21,316          | 63,015        | 230                | 85,466        | [ 13 ] [ 注釈 1 ] |

- 一日平均乗車人員は年間乗車人員の値を各年度の日数で割った値。

## 駅周辺
旧山香町の中心部にあたる。駅前を大分県道42号山香院内線が通り、駅の裏手を国道10号が日豊本線に並行する形で通っている。
- 杵築市役所山香庁舎（旧山香町役場。山香振興局・健康推進課・福祉課などが入居）
- 山香郵便局
- 杵築市立山香小学校
- 杵築市立山香中学校
- 大分県立山香農業高等学校
- 大分県信用組合山香支店
- 大分銀行山香支店
- 杵築市営山香体育館
- 杵築市立山香病院
- 杵築速見消防組合山香出張所
- 杵築市山香温泉センター

## 隣の駅
九州旅客鉄道（JR九州）
■日豊本線
立石駅 - 中山香駅 - 杵築駅